# Revenge (film 1918)
Revenge è un film muto del 1918 diretto da Tod Browning.

## Trama
Alva Leigh, una ragazza dell'est, giunge nella città mineraria di Magnet subito dopo che Donald, il suo fidanzato, è stato assassinato. Alva giura vendetta ma il vero omicida, "Sudden" Duncan, accusa del delitto Dick Randall, il socio di Donald. Sapendo che Dick deve attraversare il deserto, Duncan gli versa del veleno nella borraccia dell'acqua. Ma anche Alva progetta la morte del giovane e gli buca la stessa borraccia, di modo che l'acqua fuoriesca.
Partito Dick, Alva viene a sapere la verità da Tiger Lil, l'amante di Duncan, gelosa delle attenzioni che il suo uomo dedica alla nuova arrivata. Scossa alla rivelazione, Alva monta a cavallo, correndo in soccorso dell'uomo che si è resa conto di amare. I due si dichiarano il loro amore, mentre Duncan viene ucciso dalla gelosa Tiger Lil.

## Produzione
Il film fu prodotto dalla Metro Pictures Corporation. Venne girato in California, a Pine Crest, Pleasanton e al Big Bear Lake nella San Bernardino National Forest.

## Distribuzione
Distribuito dalla Metro Pictures Corporation, uscì nelle sale cinematografiche statunitensi il 25 febbraio 1918.